# Tamiji Satō
Tamiji Satō (jap. 佐藤多美治 Satō Tamiji; ur. 14 grudnia 1939 w Mashike) – japoński zapaśnik walczący w stylu wolnym. Olimpijczyk z Rzymu 1960, gdzie zajął czwarte miejsce w kategorii 62 kg.
Czwarty na mistrzostwach świata w 1961 roku.